# Sympa
Sympa (frz. für „nett“ oder „sympathisch“, Apronym von SYstème de Multi-Postage Automatique, deutsch System für automatischen Mehrfach-Versand) ist eine Software zum Verwalten von Mailinglisten. Christophe Wolfhugel entwickelte Sympa als Nachfolger von TULP, einer mittlerweile nicht mehr weiter entwickelten Software gleichen Zwecks.
Sympa wird unter der GPL veröffentlicht und ist damit freie Software.

## Eigenschaften
Da Sympa intern relationale Datenbanken verwendet, ist es meist schneller als Systeme, die ihre interne Verwaltung über einfache Textdateien abwickeln. Auf Grund dessen ist die Software besonders für den Einsatz in Umfeldern mit sehr vielen Abonnenten und/oder hoher Fluktuation geeignet. Listenadministratoren können Abonnentenlisten aus Quellen wie externen Datenbanken und LDAP-Verzeichnissen dynamisch generieren. Virtuelle Maildomains werden von Sympa ebenfalls unterstützt.
Des Weiteren gibt es die Möglichkeit, E-Mails per S/MIME zu signieren und zu verschlüsseln.
Eine mitgelieferte Webschnittstelle für Benutzer, Listen- und Serveradministratoren lässt sich als FastCGI-Service betreiben. Über diese Webschnittstelle werden auch RSS-Web-Feeds der Mailinglisten bereitgestellt.
Die vielfältigen Authentifizierungsmöglichkeiten, darunter LDAP, CAS
und Shibboleth
erlauben eine Einbindung von Sympa auch in komplexe Infrastrukturen. Zum Schutz vor der Verbreitung von Viren ist es möglich, alle eingehenden und versandten E-Mails von einem Virenscanner prüfen zu lassen.
Da Sympa die Zeichenkodierung UTF-8 unterstützt, können Mailinglisten in einer großen Anzahl Sprachen dargestellt werden.

## Geschichte
Die Entwicklung begann 1995, als neue Funktionen in TULP gewünscht wurden und man feststellte, dass der Quellcode von TULP nicht belastbar genug war, um diese neuen Funktionen integrieren zu können. Christophe Wolfhugel, der an der Entwicklung von TULP beteiligt gewesen war, begann daraufhin Sympa von Grund auf neu zu schreiben. Bis zur ersten Veröffentlichung vergingen fast zwei Jahre. Im Jahr 1999 wurde die Webschnittstelle hinzugefügt. Nochmals zwei Jahre später erweiterten die Entwickler den Funktionsumfang um die S/MIME-Fähigkeiten und das Virenscanner-Plugin.
Die Unterstützung der LDAP-Authentifizierung sowie für virtuelles Hosting wurde im Jahr 2002 veröffentlicht. Im September 2003 folgten die Möglichkeiten zur Authentifizierung mittels CAS und Shibboleth. Einen Monat später, im Dezember 2003, wurde die Unterstützung der SOAP-Schnittstelle verfügbar.
Die Webschnittstelle erfuhr im Jahr 2005 mehrere Veränderungen. Die Auszeichnungssprache wurde von HTML auf XHTML umgestellt, Mailinglisten waren nun per RSS-Feed abrufbar. Der bislang letzte große Schritt war die Umstellung der Zeichenkodierung auf UTF-8 im Jahr 2006.
Seitdem wird Sympa kontinuierlich weiterentwickelt und verbessert.

## Anwender (Auswahl)
- UNESCO[13]
- Verein zur Förderung eines Deutschen Forschungsnetzes (DFN)[14]
- ETH Zürich[15]
- Fraunhofer-Institut für Intelligente Analyse- und Informationssysteme[16]
- Humboldt-Universität zu Berlin[17]
- Neue Sorbonne (Universität Paris III)[18]
- Duke University[19]
- Universität Innsbruck[20]
- Johannes Gutenberg-Universität Mainz[21]
- Philipps-Universität Marburg[22]
- Rheinische Friedrich-Wilhelms-Universität Bonn[23]
- Piratenpartei Deutschland[24]
- LinuxTag e. V.

Sympa wird von einer Vielzahl von Institutionen, Universitäten und Unternehmen eingesetzt.

## Alternativen
Bekannte Alternativen sind:
- Ezmlm
- Mailman
- GroupServer
- Listserv
- MailCtrl
- Majordomo – wird nicht mehr weiterentwickelt
- mlmmj
- phpList